# Катастрофа Ил-76 под Ивановом
Катастрофа Ил-76 под Иваново — авиационная катастрофа, произошедшая около 13 часов дня 12 марта 2024 года в Ивановской области России. Самолёт российской военно-транспортной авиации Ил-76 117-го военно-транспортного авиационного полка 12-й военно-транспортной авиационной дивизии направлялся к аэродрому Северный, однако упал вблизи деревни Подталицы. По данным Минобороны РФ, на борту находились 8 членов экипажа и 7 пассажиров. Все находившиеся на борту погибли, на земле в результате падения самолёта жертв и разрушений не было.
Министерство обороны заявило, что самолёт потерпел крушение при взлёте для выполнения планового полета. По словам очевидцев катастрофы, у самолёта во время полёта загорелся и отвалился двигатель. По информации телеграм-канала Baza, самолёт выполнял учебный полёт. Это вторая катастрофа самолёта Ил-76 за 2024 год.

## Расследование
СКР по факту падения самолёта возбудил уголовное дело по ст. 351 УК РФ (нарушение правил полётов военных летательных аппаратов или подготовки к ним, повлекшие по неосторожности смерть человека или иные тяжкие последствия).